# Таранов, Глеб Павлович
Глеб Павлович Таранов (2 [15] июня 1904, Киев — 25 января 1989, там же) — украинский советский композитор, педагог еврейского происхождения. Профессор (1939). Заслуженный деятель искусств Украинской ССР (1957). Доктор искусствоведения (1944).

## Биография
Первые уроки музыки получил под руководством М. Чернова и Р. М. Глиэра.
В 1918—1920 обучался в Петроградской, в 1920—1924 — в Киевской консерватории по классу композиции Р. М. Глиэра и Б. Н. Лятошинского, по классу дирижирования Ф. М. Блуменфельда и Н. А. Малько; в 1925 окончил Киевский музыкально-драматический институт им. Н. В. Лысенко.
С 1925 преподаватель киевского музыкально-драматического института им. Н. В. Лысенко, позднее —Киевской консерватории; с 1939 — профессор.
В 1944—1950 — заведующий кафедрой инструментовки Ленинградской консерватории.
В 1956—1968 — заместитель председателя правления Союза композиторов УССР.
Умер в 1989 году. Похоронен на Лукьяновском кладбище.

## Награды
- орден Ленина
- орден «Знак Почёта» (24.11.1960)

## Творчество
Творчество Г. Таранова разнообразно по жанрам, ведущее место в нём занимает симфоническая музыка. Большинство произведений композитора программны, отмечены актуальностью содержания, гражданственностью тематики.
Таранову принадлежат редакция и оркестровка оперы Н. Н. Аркаса «Катерина»  (1956).
Он также является автором музыки к фильму Лазаря Френкеля "Вместе с отцами", который вышел в свет в 1932 году.

## Избранные произведения
- опера «Ледовое побоище» (1943, 2-я ред. 1979),
- 9 симфоний,
- 5 сюит (в том числе «Украинская», 1950),
- симфонические поэмы (в частности, «Давид Гурамишвили», 1953),
- скерцо-поэмы «Первый космический» (1961), «Новый экспресс» (1977),
- концерт для балалайки и бандуры с оркестром (1954),
- камерно-инструментальные ансамбли, песни, хоры, романсы на слова Т. Шевченко, А. Блока, М. Лермонтова;
- редакция и оркестровка оперы «Катерина» Н. Аркаса (1956) и др.

Кроме того, Г. Таранов — автор учебника «Курс чтения партитур» (1939).